# TVクルーズ となりのパパイヤ
『TVクルーズ となりのパパイヤ』（テレビクルーズ となりのパパイヤ）は、1994年10月3日から1995年3月31日にかけて、フジテレビ系列局他で生放送されたフジテレビ発の平日午後の情報バラエティ番組である。

## 番組概要
放送時間は月 - 金曜15:00 - 16:00（JST）。1994年10月、午後のワイドショーの視聴率で苦戦したフジテレビが、「脱ワイドショー」をコンセプトにニュース、生活情報はもちろんのこと、各曜日ごとにバラエティー要素を盛り込んだ企画で新風を巻き起こそうとした。しかし、この時期に阪神・淡路大震災や愛知県西尾市中学生いじめ自殺事件、地下鉄サリン事件をはじめとするオウム真理教事件などの重大事件・事故が続き、ワイドショー番組は連日これらの報道一色となった。そのためフジテレビも当初のバラエティ路線を修正せざるを得ない状況となり、コンセプトを押し通せないまま1995年3月にわずか半年で終了した。後番組の『3時ヨこい!』も同様にオウム関連報道により不完全燃焼のまま半年で終了し、『ビッグトゥデイ』以降再びワイドショー路線へと回帰することになる。
テーマ曲は、ユースケ・サンタマリアが在籍したバンドビンゴボンゴの楽曲が使用された。また、田代まさし・麻木久仁子のデュエットによる「愛が懐かしい」がエンディングに使用された。

## 出演者

### 司会

#### 曜日パーソナリティー
- 月曜日:辰巳琢郎
- 火曜日・金曜日:田代まさし
- 水曜日:西城秀樹
- 木曜日:関根勤

基本的にはこのラインナップだったが、スケジュールの都合上別の曜日パーソナリティーが代役を務めることもあった。

#### 総合司会（アシスタント）
- 麻木久仁子
  - 土曜日の『THE WEEK』を兼務。産休の為、一時休演。
- 木佐彩子（当時フジテレビアナウンサー） 
  - 麻木久仁子の休暇時（産休中）の代役。コーナー司会を兼務。

### コメンテーター
- テリー伊藤
- 江本孟紀
- 神足裕司
- 内田春菊
- 村田昭治

### その他
- 福井謙二（当時フジテレビアナウンサー）  
  - クイズ5人の正体:進行役
- 笠井信輔（当時フジテレビアナウンサー）  
  - 前番組の『タイムアングル』から続投。後番組の『3時ヨこい!』も続投。
- 木佐彩子（当時フジテレビアナウンサー） 
  - 後番組の『3時ヨこい!』も続投。

## 主なコーナー
月曜日　琢郎探偵団が行く!
火曜日　発見!マーシー伝説
水曜日　ヒデキ感激!
木曜日　勤のもどキング
金曜日　クイズ5人の正体

## ネット状況

### ネット局
| 放送局                                   | 放送対象地域   | 系列                                         | 備考                  |
| ---------------------------------------- | -------------- | -------------------------------------------- | --------------------- |
| フジテレビジョン （CX） （基幹・制作局） | 関東広域圏     | フジテレビ系列                               |                       |
| 北海道文化放送 （UHB）                   | 北海道         | フジテレビ系列                               |                       |
| 岩手めんこいテレビ （mit）               | 岩手県         | フジテレビ系列                               |                       |
| 仙台放送 （OX）                          | 宮城県         | フジテレビ系列                               |                       |
| 秋田テレビ （AKT）                       | 秋田県         | フジテレビ系列                               |                       |
| 福島テレビ （FTV）                       | 福島県         | フジテレビ系列                               |                       |
| 新潟総合テレビ （NST）                   | 新潟県         | フジテレビ系列                               | 現・NST新潟総合テレビ |
| 長野放送 （NBS）                         | 長野県         | フジテレビ系列                               |                       |
| テレビ静岡 （SUT）                       | 静岡県         | フジテレビ系列                               |                       |
| 富山テレビ放送 （BBT）                   | 富山県         | フジテレビ系列                               |                       |
| 石川テレビ放送 （ITC）                   | 石川県         | フジテレビ系列                               |                       |
| 福井テレビジョン放送 （FTB）             | 福井県         | フジテレビ系列                               |                       |
| 東海テレビ放送 （THK）                   | 中京広域圏     | フジテレビ系列                               |                       |
| 関西テレビ放送 （KTV）                   | 近畿広域圏     | フジテレビ系列                               |                       |
| 山陰中央テレビジョン放送 （TSK）         | 島根県・鳥取県 | フジテレビ系列                               |                       |
| 岡山放送 （OHK）                         | 岡山県・香川県 | フジテレビ系列                               |                       |
| テレビ新広島 （TSS）                     | 広島県         | フジテレビ系列                               |                       |
| テレビ山口 （tys）                       | 山口県         | TBS系列                                      |                       |
| 四国放送 （JRT）                         | 徳島県         | 日本テレビ系列                               |                       |
| 愛媛放送 （EBC）                         | 愛媛県         | フジテレビ系列                               | 現・テレビ愛媛        |
| 高知放送 （RKC）                         | 高知県         | 日本テレビ系列                               |                       |
| テレビ西日本 （TNC）                     | 福岡県         | フジテレビ系列                               |                       |
| サガテレビ （STS）                       | 佐賀県         | フジテレビ系列                               |                       |
| テレビ長崎 （KTN）                       | 長崎県         | フジテレビ系列                               |                       |
| テレビ熊本 （TKU）                       | 熊本県         | フジテレビ系列                               |                       |
| テレビ大分 （TOS）                       | 大分県         | 日本テレビ系列 フジテレビ系列                |                       |
| テレビ宮崎 （UMK）                       | 宮崎県         | フジテレビ系列 日本テレビ系列 テレビ朝日系列 |                       |
| 鹿児島テレビ放送 （KTS）                 | 鹿児島県       | フジテレビ系列                               |                       |
| 沖縄テレビ放送 （OTV）                   | 沖縄県         | フジテレビ系列                               |                       |